# 569
| [ Edytuj tabelę ]          |                              |
| Król Bernicji              | - 568 Etelryk 572            |
| Cesarz Bizancjum           | - 565 Justyn II 578          |
| Król Essexu                | - 527 Aescwine 587           |
| Król Franków               | - 561 Guntram I 592          |
| Król Franków w Austrazji   | - 561 Sigebert I 575         |
| Król Franków w Neustrii    | - 567 Chilperyk I 584        |
| Cesarz Japonii             | - 539 Kinmei 571             |
| Król Kentu                 | - 560 Ethelbert I 616        |
| Patriarcha Konstantynopola | - 565 Jan III Scholastyk 577 |
| Władca Korei               | - 559 P’yŏngwŏn 590          |
| Król Longobardów           | - 565 Alboin 572             |
| Papież                     | - 561 Jan III 574            |
| Król Persji                | - 531 Chosrow I 579          |
| Król Wessexu               | - 560 Ceawlin 592            |
| Król Wizygotów             | - 568 Leowigild 586          |

Rok 569 / DLXIX
stulecia: V wiek ~
VI wiek ~
VII wiek

lata: 559 «
564 «
565 «
566 «
567 «
568 «
569
» 570
» 571
» 572
» 573
» 574
» 579

## Wydarzenia

### Według miejsca

#### Cesarstwo Bizantyjskie
- Cesarz Justyn II i jego żona Zofia wysyłają relikwie „Krzyża Prawdziwego” do frankijskiej księżniczki Radegundy, która założyła klasztor Świętego Krzyża w Poitiers
- Garamantowie (współczesna Libia) podpisują traktat pokojowy z Cesarstwem Bizantyjskim. W ich stolicy Garamie zostaje oficjalnie przyjęte chrześcijaństwo[1].

#### Europa
- wrzesień – Longobardowie zdobywają Forum Iulii (Cividale del Friuli) w północno-wschodnich Włoszech. Później w tym roku Longobardowie opanowują Mediolan.
- Gisulf I, bratanek Alboina, zostaje mianowany pierwszym księciem Friuli (przybliżona data).

#### Arabia
- Al-Mundhir III zastępuje swojego ojca Al-Harith V i zostaje królem Ghassanidów.

### Według tematu

#### Religia
- Nubijskie królestwo Alodia zostało nawrócone na chrześcijaństwo przez bizantyjskich misjonarzy (według Jana z Efezu).
- Jan z Efezu kończy swoje „Biografie świętych Wschodu” (data przybliżona).
- 19 listopada – W Poitiers podczas procesji po raz pierwszy śpiewano hymn „Vexilla regis prodeunt”.

## Urodzili się
- Sui Yangdi, cesarz z dynastii Sui (zm. 618)

## Zmarli
- Ainmuire mac Sétnai, król Irlandii w okresie od 566 do 569
- Al-Harith ibn Jabalah, król Ghassanidów
- Piotr IV, 34. patriarcha Koptyjskiego Kościoła Ortodoksyjnego
- Wu Cheng Di, cesarz Północnej dynastii Qi (ur. 537)